# Ólubló
Ólubló (szlovákul Stará Ľubovňa, németül Altlublau, lengyelül Stara Lubowla, latinul Lublovia) város Szlovákiában, az Eperjesi kerület Ólublói járásában. A Szepesség északi részének központja.
Lublófüred és Lublóváralja tartozik hozzá.

## Fekvése

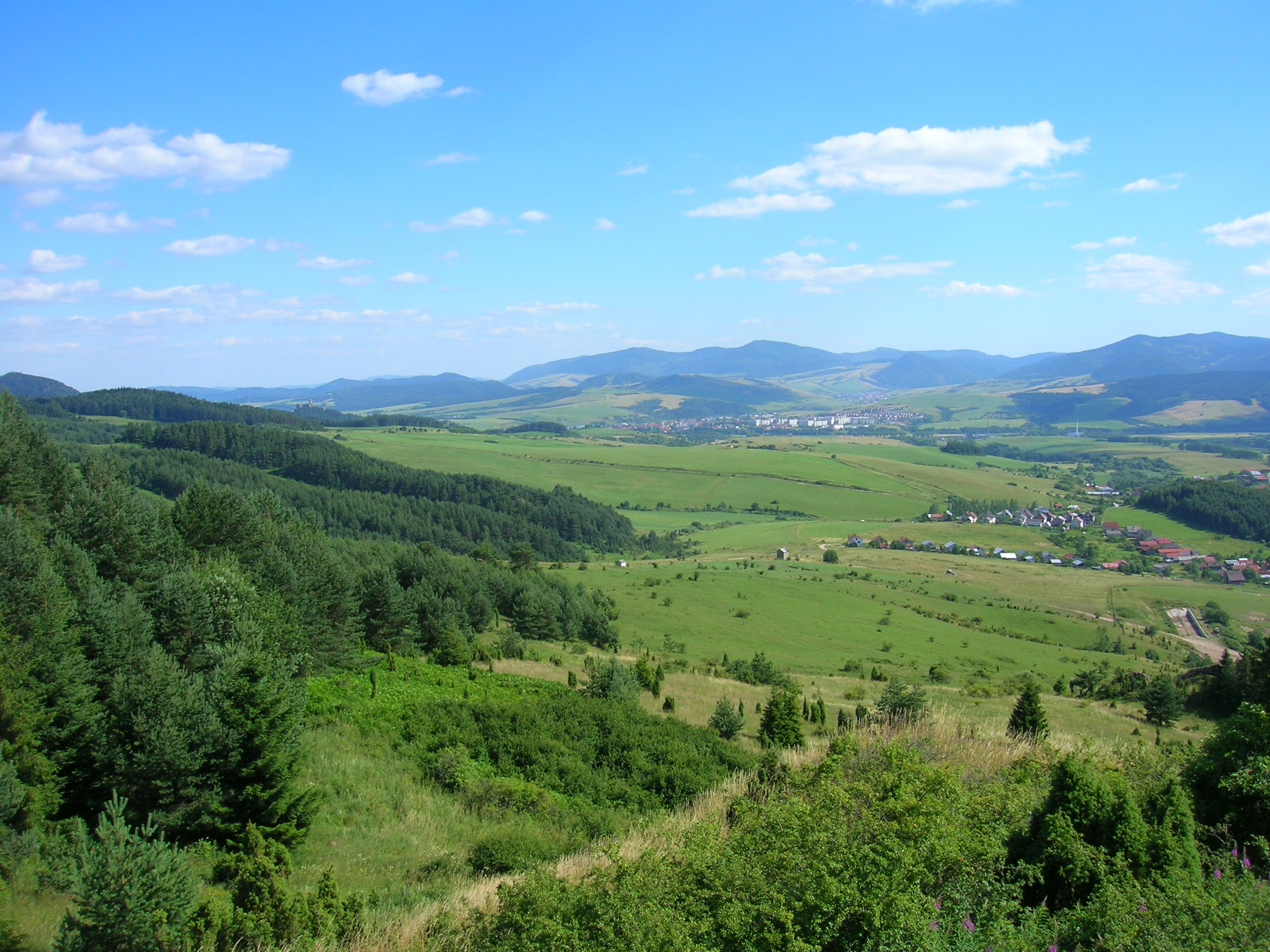
Ólubló és környéke

Poprádtól 46 km-re északkeletre, a Poprád lapálya fölé nyúló földnyelven, a Poprád és a Jakubina összefolyásánál fekszik.

## Nevének eredete
Neve a szláv Ľubel személynévből ered.

## Története
A kőkorszak óta folyamatosan lakott. Lubló vára a 14. század elején épült, 1311-ben Amadé nádor foglalta el Csák Mátétól. 1364-ben I. Lajostól szabad királyi városi rangot kapott. 1412-ben Zsigmond itt kötötte azt a szerződést, amelyben 13 szepesi várost elzálogosított a lengyeleknek, akik innen kormányozták azokat.
Ezt a kereskedelem és a kézművesség fellendülése követte, de 1433-ban a  husziták foglalták el. 1553-ban a vár leégett — a tűzvész áldozata lett az akkori kormányzó, valamint a levéltár is — de újjáépítették. 1655 és 1661 között a várban őrizték a lengyel koronázási ékszereket. 1710-ben súlyos pestisjárvány pusztított, az elpusztult lakosok helyére szlovákokat telepítettek. A várban raboskodott 1768-ban Benyovszky Móric, de sikerült megszöknie. A város 1772-ben került vissza Magyarországhoz, ekkor elveszítette addigi különleges jogállását. 1778-ban a tartományi székhely Igló lett.

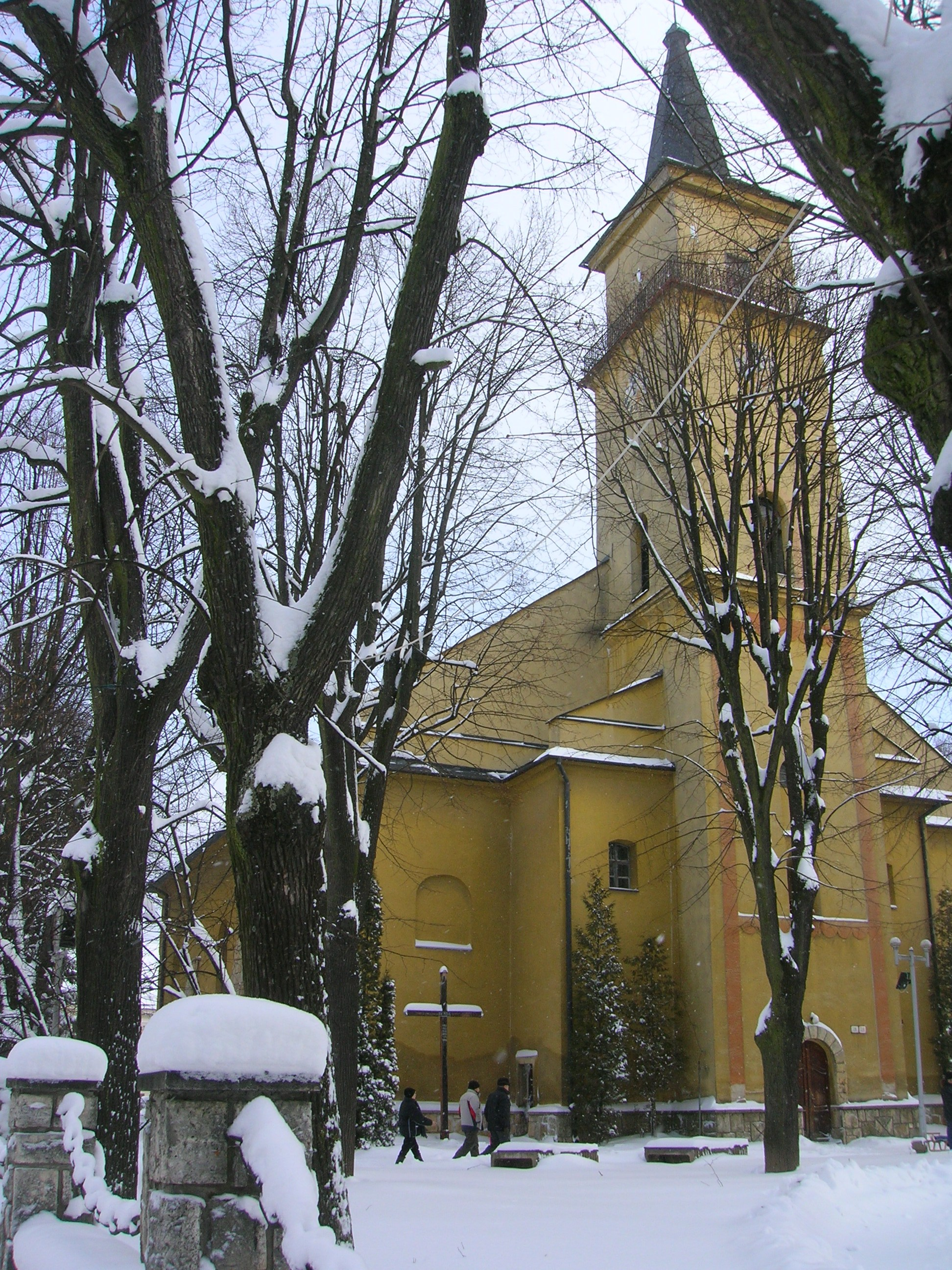
Szent Miklós templom

A 18. század végén Vályi András így ír róla: „LUBLO. Iblau. Német Város Szepes Várm. egy a’ Szepességi Városok közzűl, földes Ura a’ K. Kamara, lakosai leg inkább katolikusok, fekszik Gnazdához 1/4 mértföldnyire, Poprád vize mellett. Vára magos hegyen épűlt, butsú járásai nevezetesek; 1563dikban nagyon el égett vala, ’s azután is elég viszontagságokat szenyvedett, vásárjai népesek. Fája épűletre van, keresetre meg lehetős módgya, határja soványas, és homokos, ’s leg inkább tavaszi vetést terem, réttyei néhol tsekéllyek.”
Fényes Elek 1851-ben kiadott geográfiai szótárában így ír a városról: „Ó-Lublyó, Lublau, Szepes vmegyében kellemes fekvésü város a Poprád jobb partján, Késmárkhoz északra 3 1/2 mfdnyire: 1989 kath., 7 evang. német lakossal, kik lengyelül is egyformán jól beszélnek. Kath. parochia. Nevezetes bőr- gyolcs és méhser kereskedés, papiros-malom. Általellenben a várossal a Poprád tulsó partján van a cs. kir. sóház, egy órányi távolságra pedig a régi lublai vár, melly egy magas hegyen fekszik, s most is meglehetős állapotban tartatik. Közel a várhegy alatt az uradalmi tisztek lakait láthatni. A lublyói várat Trencséni Máté 1308-ban megerősitette. 1433-ban, és 1461-ben a hussiták 1769-ben a lengyel confoederatusok foglalák el. A városhoz délre 3/4 mfdnyira egy mély völgyben fekszik a hires lublyai fördő és savanyuviz-forrás az uj-lublyói határban.”
1918 novemberében itt alakult meg a Szepesi Lengyel Nemzeti Tanács.
A második világháborúban a város jelentős károkat szenvedett, ekkor hagyta el a várat utolsó ura, Zamoyvsky János lengyel gróf. 1964-ben csatolták hozzá Lublóváralját. 1968-ban újra járási székhely lett.

## Népessége
| Év:            | 1994.  | 2004.   | 2014.   | 2024.   |
| -------------- | ------ | ------- | ------- | ------- |
| Emberek száma: | 15 447 | 16 348  | 16 366  | 15 599  |
| Eltérés:       |        | +5,83 % | +0,11 % | -4,68 % |

| Év:            | 2023.  | 2024.   |
| -------------- | ------ | ------- |
| Emberek száma: | 15 628 | 15 599  |
| Eltérés:       |        | -0,18 % |

- 1910-ben 1841-en lakták, ebből 1359 szlovák, 261 német és 189 magyar.
- 2002-ben 16 200 lakosa volt.
- 2011-ben 16 341 lakosából 13 147 szlovák, 1270 cigány, 577 ruszin, 87 ukrán és 65 cseh.

## Nevezetességei

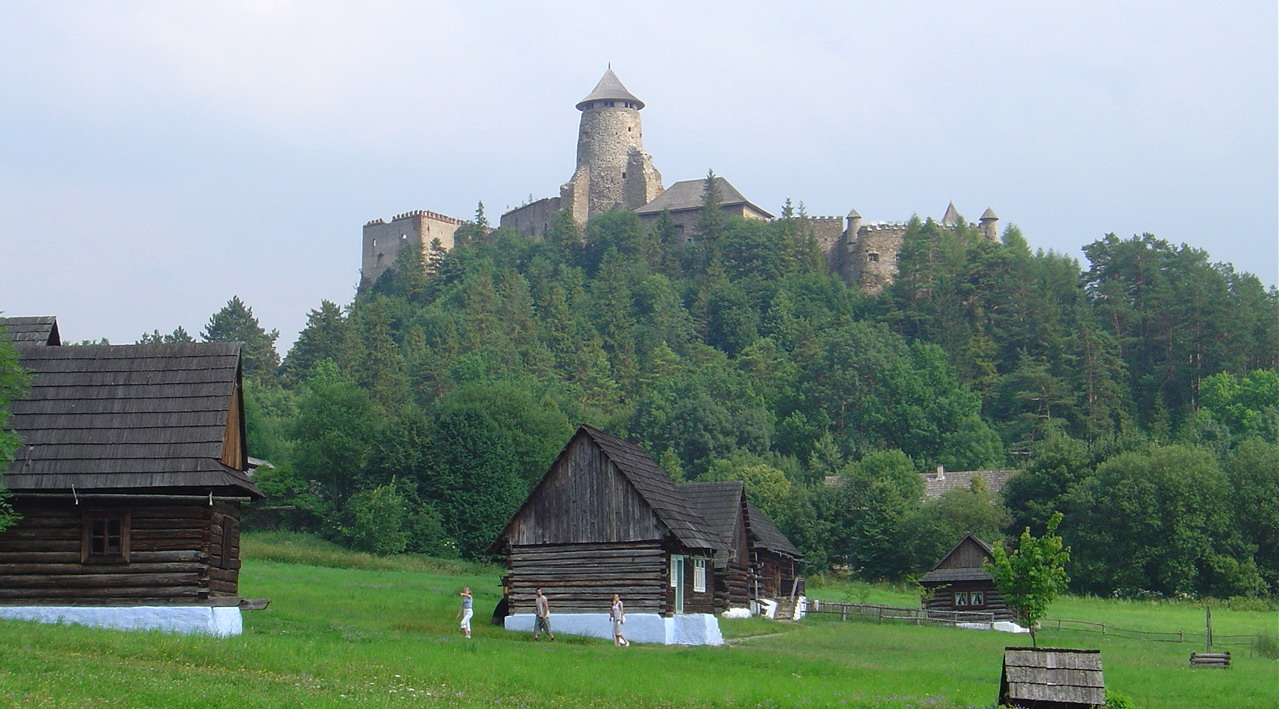
Ólubló vára a falumúzeummal

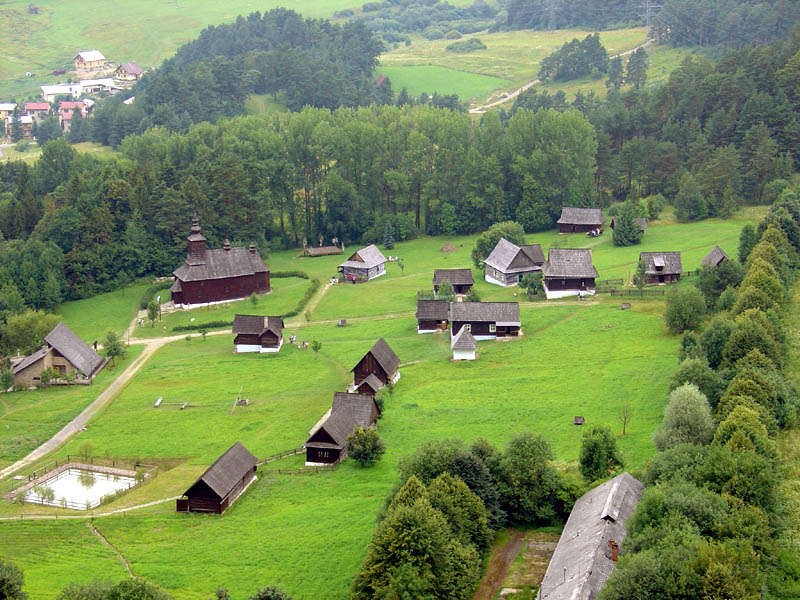
A skanzen

- A Poprád túloldalán emelkedő 200 m magas mészkő [6] dombtetőn áll Lubló vára.
- A várost valaha erődített védőfal övezte, de ebből mára semmi nem maradt.
- Gótikus eredetű barokk plébániatemplomát szintén fal vette körül.
- Szent Miklósnak szentelt római katolikus temploma 1280 körül épült egy korábbi fatemplom helyén. A 17. század második felében barokk stílusban átépítették.
- A városháza épülete 1640-ből származik, itt volt a szepesi városokat kormányzó lengyel sztaroszta városi hivatala.
- A vár előterében falumúzeum található.
- A várostól délkeletre fekszik Lublófüred, melynek szénsavas-vasas forrása van.
- A város szélén kialakított Viktória-kertekben van Közép-Európa legnagyobb sövénylabirintusa.[6]
- A közeli Gnézda (Hniezdne) falucska gabonapálinkájáról és az ízletes csokoládélikőréről híres.[6]
- A városban játszódik Mikszáth Kálmán Kísértet Lublón című 1892-ben megjelent kisregénye. A művet Bán Róbert meg is filmesítette 1976-ban azonos címen.

## Híres lublóiak
- Itt született Eszterhás György (1916–2002) magyar jogász, politikus, a Független Kisgazdapárt és a Demokrata Néppárt országgyűlési képviselője.
- Itt született Ján Melkovič (1939–2004) szlovák zeneszerző és színész.
- Itt született Marián Hossa (1979) szlovák jégkorongozó.
- Itt szolgált Szécsényi Tamás (?–1354?) országbíró, erdélyi vajda, tárnokmester, várnagy.
- Itt szolgált Petrus Gallicus (1290 k.-1355 k.) pecsétvéső, várkapitány.
- Raisz György Félix (1781-1861) az ólublói vár birtokosa, Szepes vármegyei nemesi pénztárnok.
- Itt dolgozott Markó Károly (1793-1860) festőművész.
- Itt szolgált Teschler Béla (1868-1943) plébános.

## Testvérvárosai
- Vsetín, Csehország
- Újszandec, Lengyelország
- Połaniec, Lengyelország
- Krynica-Zdrój, Lengyelország
- Muszyna, Lengyelország
- Szolyva, Ukrajna
- Balcsik, Bulgária
- Élesd, Románia

## Lásd még
- Lublóváralja